# Falsk flag
"Falsk flag" er et udtryk, der anvendes til at beskrive en situation, hvor en begivenhed eller en handling er iscenesat eller manipuleret af en gruppe eller en regering for at få det til at se ud som om, det er udført af en anden gruppe eller en anden regering. Dette gøres ofte for at skabe en undskyldning for at tage militære eller politiske handlinger mod den gruppe eller regering, der bliver beskyldt for handlingen.